# Drosophila facialba
Drosophila facialba är en tvåvingeart som beskrevs av Heed och Wheeler 1957. Drosophila facialba ingår i släktet Drosophila och familjen daggflugor.
Artens utbredningsområde sträcker sig från Mexiko till Costa Rica.